# Melaminformaldehyd

Strukturformel för melaminformaldehyd.

Melaminformaldehyd, förkortat MF, är en polymer som bland annat används i olika härdplaster. Den ingår, liksom karbamidformaldehyd, i gruppen aminoplaster. Melaminformaldehyd består av beståndsdelarna melamin och formaldehyd.
Melaminplaster är hårda och tål nötning bra. På grund av detta används de ofta i tallrikar, bestick, och dylikt. De var mycket populära på 1950- och 1960-talen, men de används mindre idag. Detta beror till viss del på att de förstörs i mikrovågsugnar och att de inte är återvinningsbara.
Polymeren melaminformaldehyd används bland annat i lim, lacker, bindemedel, med mera.